# Discus retextus
Discus retextus is een slakkensoort uit de familie van de Discidae. De wetenschappelijke naam van de soort is voor het eerst geldig gepubliceerd in 1852 door Shuttleworth.